# Mitchell (Ontario)
Pour les articles homonymes, voir Mitchell.
Mitchell est une communauté de comté de Perth en Ontario, au Canada. Fondée en 1836, la ville compte 4 022 habitants d'après le recensement de 2001.